# Cornelis van Eerden
Cornelis (Kees) van Eerden (Zwijndrecht, 26 maart 1913 – Zoetermeer, 5 mei 1945) was een Nederlandse verzetsstrijder in de Tweede Wereldoorlog. 

## Biografie
Van Eerden werd geboren in het Zuid-Hollandse plaats Zwijndrecht als zoon van Henri van Eerden en Jannetje Johanna Bos.
Hij trouwde met de uit Winschoten afkomstige Elizabeth Elsie Dontje (1915-2000) op 20 april 1939 in Zoetermeer, waar hij toen al woonde. In de huwelijksakte staat zijn beroep vermeld als fabrieksarbeider. Zij kregen samen een kind.

## Tweede Wereldoorlog
Van Eerden maakte tijdens de Tweede Wereldoorlog deel uit van het ‘Strijdend Gedeelte’ (SG) van de Binnenlandse Strijdkrachten (BS).

### Schietpartij in de Dorpsstraat
Op vrijdagavond 4 mei 1945 werd het bericht bekend van de overgave van nazi-Duitsland. De volgende ochtend kwam vanuit het districtskantoor van de BS in Delft het bevel om bovengronds te gaan. Het was de bedoeling om NSB'ers en andere landverraders te arresteren, om zo een bijltjesdag te voorkomen.
De leden van het Strijdend Gedeelte van de BS, onder wie Cornelis van Eerden, Jan Hoorn en een grote groep anderen, verzamelden zich bij de Openbare School aan de Dorpsstraat, waar wapens en orders werden uitgedeeld. In een gebouw aan de overkant van de school bevonden zich nog Duitse troepen. Rond 13:00 uur gingen geruchten dat de Duitsers de school zouden aanvallen om de BS te ontwapenen.
De pas aangestelde SG-commandant Piet van Driel gaf de opdracht de wapens te verstoppen, maar voordat dit volledig kon gebeuren, stormden 15 Duitse soldaten het schoolplein op. Veel BS-leden vluchtten naar de weilanden achter de school, maar werden onder vuur genomen. De BS-leden die niet vluchtten werden juist ongemoeid gelaten.
Cornelis van Eerden en Jan Hoorn werden dodelijk getroffen. Andere BS-leden werden door de Duitsers gevangen genomen maar de volgende ochtend vrijgelaten. De Duitse troepen vertrokken hierna naar Duitsland.

### Nasleep
Op 7 mei werd aangifte gedaan van het overlijden van van Eerden. Op de overlijdensakte werd zijn beroep vermeld als stoker. Enkele dagen later werden hij en Cornelis en  Jan Hoorn  tijdelijk begraven op de begraafplaats achter de Oude Kerk. Op 31 oktober 1945 werden zij, samen met Jacob Leendert van Rij en John McCormick herbegraven in een eregraf bij de Oude Kerk. Het bedrag voor de begrafenis en het pensioen voor de weduwen, ruim 50.000 gulden, werd binnen twee maanden door de inwoners van Zoetermeer bij elkaar gebracht.

## Eerbetoon
- Zijn naam staat vermeld op de Erelijst van Gevallenen 1940-1945, waar zijn beroep wordt vermeld als machinist.[6]
- In Zoetermeer is een straat naar hem vernoemd; de Cornelis van Eerdenstraat.[5]
- Op 2 april 2025 werd in de Molenstraat in Zoetermeer een Stolperstein voor Van Eerden geplaatst. [7][8]